# Övre-Timman
Övre-Timman är en sjö i Skellefteå kommun i Västerbotten och ingår i Jävreån-Åbyälvens kustområde. Sjön har en area på 0,0611 kvadratkilometer och ligger 1 meter över havet.

## Delavrinningsområde
Övre-Timman ingår i det delavrinningsområde (722630-176516) som SMHI kallar för Rinner mot Kinnbäcksfjärden. Medelhöjden är 12 meter över havet och ytan är 7,41 kvadratkilometer. Det finns inga avrinningsområden uppströms utan avrinningsområdet är högsta punkten. Avrinningsområdets utflöde mynnar i havet, utan att ha någon enskild mynningsplats. Avrinningsområdet består mestadels av skog (89 procent). Avrinningsområdet har 0,58 kvadratkilometer vattenytor vilket ger det en sjöprocent på 7,8 procent.